# Chronologie du Texas
Cet article présente la chronologie des faits marquants de l'histoire du Texas, un État des États-Unis.

## Texas espagnol

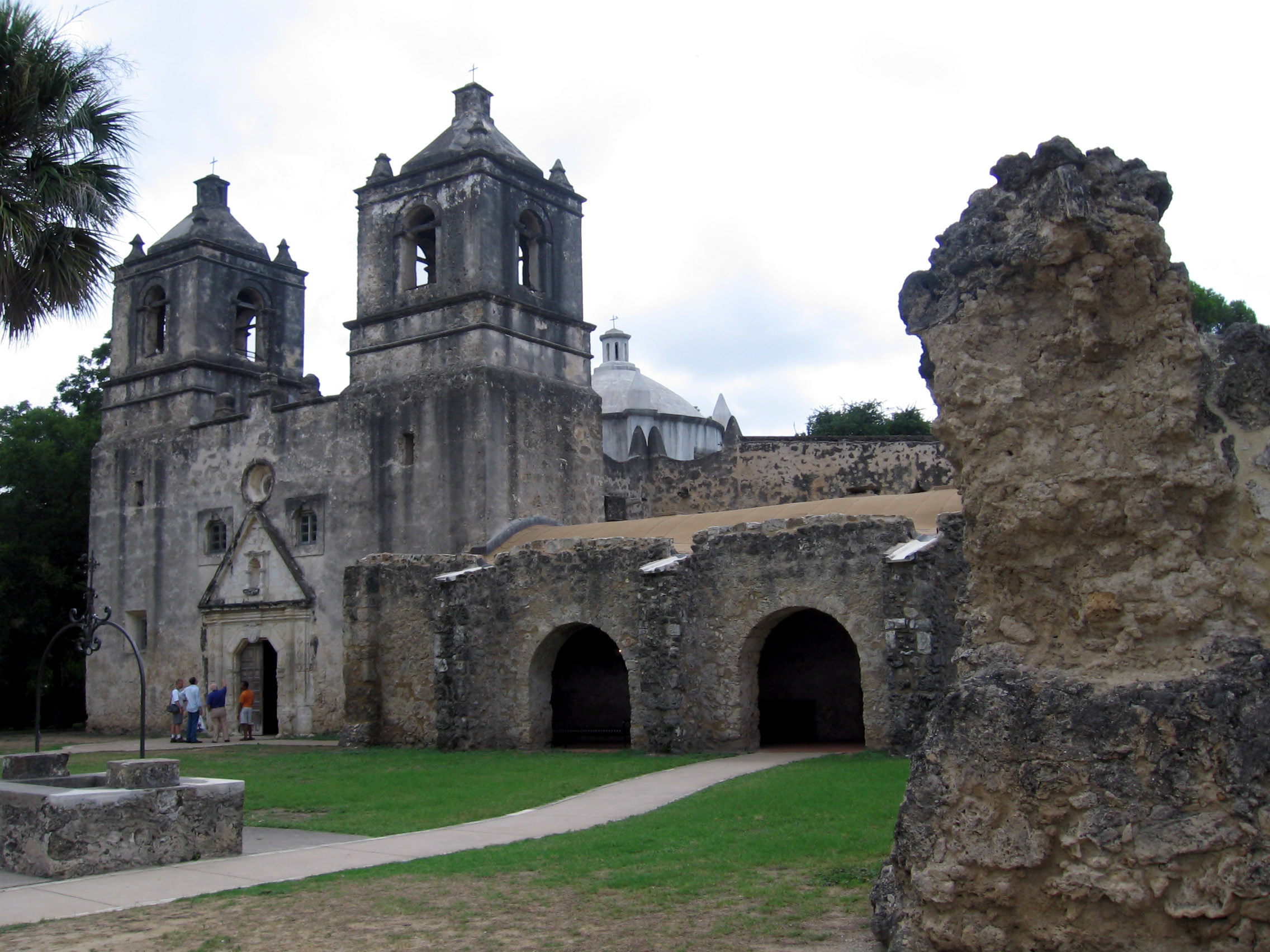
Mission Concepcion, Texas

- 1519 : Alonso Álvarez de Pineda, un explorateur espagnol, dessine les côtes du Texas sur une carte.
- 1528–1534 : Álvar Núñez Cabeza de Vaca, un autre explorateur espagnol passe six ans au Texas.
- 18 février 1685 : René Robert Cavelier de La Salle fonde le fort Saint-Louis à Matagorda Bay, établissant la présence française sur le territoire texan.
- 1690 :  Alonso de León traverse le Río Grande et fonde la mission San Francisco de los Tejas dans l'est du Texas.
- 1700–1799 : L'Espagne établit des missions catholiques au Texas jusqu'au XVIIIe siècle : 
  - 1716 : Fondation de la mission Concepcion.
  - 1718 : Fondation de la mission de San Antonio de Valero par des missionnaires franciscains.
- 9 janvier 1790: Bataille d'Arroyo de Soledad. Victoire des Espagnols commandés par Juan de Ugalde et de leurs alliés indiens, sur les Apaches Mescaleros, Lipans et Lipyans. L'endroit où se sont déroulés les affrontements s'appelle aujourd'hui le canyon de Ugalde.
- 1793 :  La mission de San Antonio de Valero est sécularisée dans le cadre de la politique générale du gouvernement du vice-roi de la Nouvelle-Espagne à l'égard des missions.
- 1801 : Mort de l'aventurier américain Philip Nolan suspecté de mener un raid d'invasion du Texas, au cours d'un affrontement contre les troupes espagnoles venues l'arrêter.
- 1803 : San Antonio de Valero est utilisé comme poste militaire. Il prendra bientôt le nom d'Alamo en raison de l'arrivée d'un détachement venu de la région d'El Alamo, dans l'État de Coahuila (Mexique).
- 1810, le Mexique, dont le Texas et la Californie faisaient partie, déclare son indépendance vis-à-vis de l'Espagne, s'ensuivra une guerre d'indépendance jusqu'en 1821.
- 1812 : Une armée menée par le patriote mexicain Bernardo Gutierez de Lara et un officier américain Augustus Magee pénètre au Texas en juillet et remporte plusieurs succès contre les troupes espagnoles (bataille de Rosillo le 29 mars 1813).
- 6 avril 1813 : Déclaration d'indépendance du Texas, la toute première de son histoire.
- 18 août 1813 : La bataille de Medina met fin à cet État éphémère. Le général Joaquim de Arredondo enchaîne sa victoire par une dure répression. Le Texas redevient une province espagnole.
- 1819 : Première expédition de James Long au Texas. La république du Texas est proclamée, lui-même est élu président mais les Espagnols viennent à bout de leurs adversaires.
- 1820 : Seconde expédition de James Long au Texas qui se termine par sa capture.
- 1820 : Le Texas compte environ 4 000 habitants.

## Texas mexicain
- 28 septembre 1821 : Fin de la guerre d'indépendance du Mexique, le vice-roi de Nouvelle-Espagne Juan O'Donojú signe l'acte d'indépendance du Mexique.
- 3 janvier 1823 : Stephen Fuller Austin, en pleine « conquête de l'Ouest » implante une colonie américaine de 300 familles dans la région de la Brazos River. Ce groupe est connu sous le nom de Old Three Hundreds (« Les Anciens trois cents ») .
- 22 juin 1824 : Bataille de Jone's Creek. Combat sanglant entre les colons américains, commandés par Randal Jones et les Indiens Karankawa.
- 26 juin 1832 : Bataille de Velasco, le premier affrontement armé entre le gouvernement mexicain et les Texans.
- 2 août 1832 : Bataille de Nacogdoches
- 1835 : Début de la révolution texane. En 1835, Stephen F. Austin encourage la guerre contre le Mexique.
- 29 juin 1835 : Bataille d'Anahuac
- 2 octobre 1835 : Bataille de Gonzales. Victoire texane.
- 28 octobre 1835 : Bataille de Concepcion, 90 Texans défont 450 Mexicains.
- 1er novembre - 4 décembre 1835: Siège de San Antonio

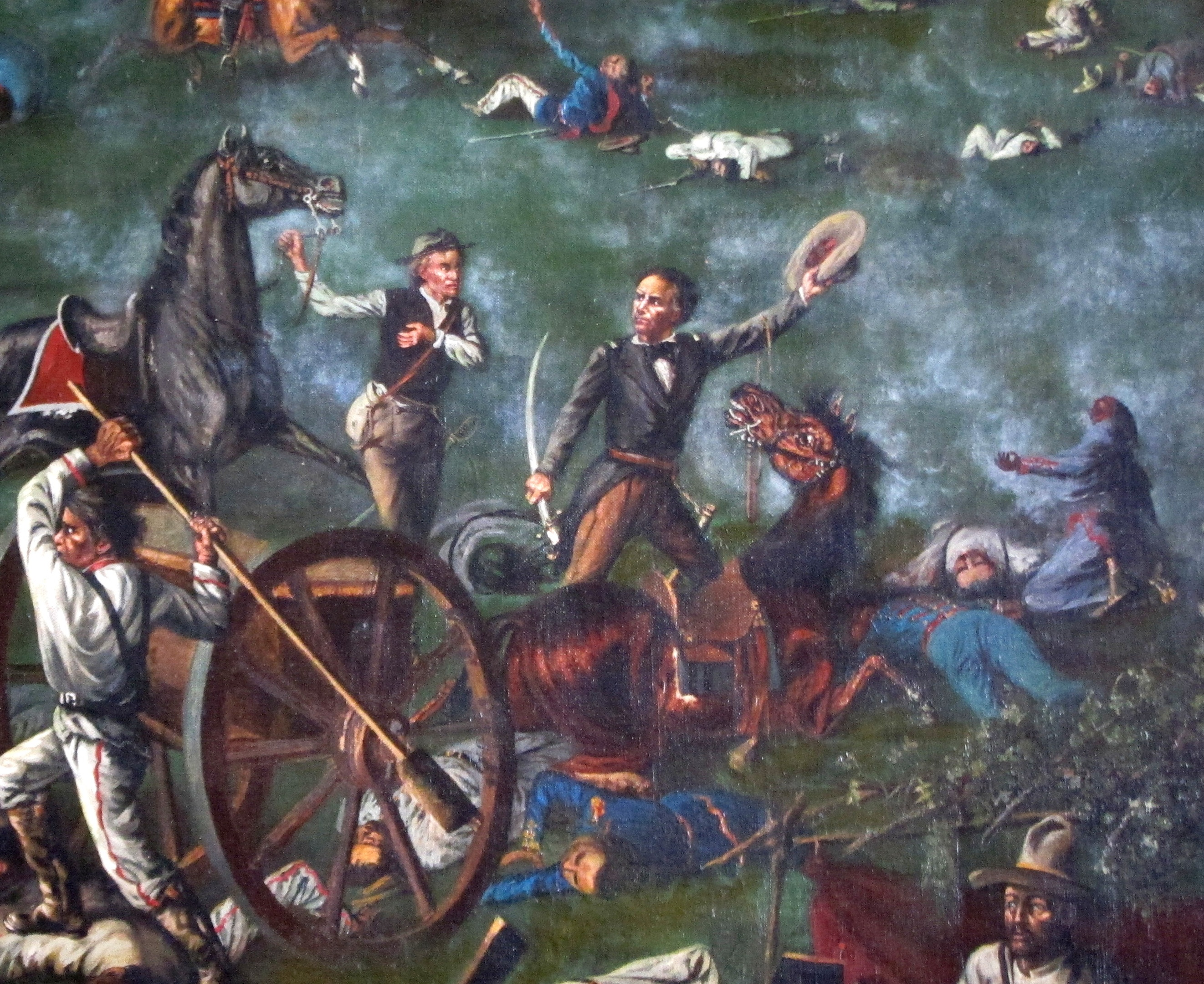
La bataille de San Jacinto

- 4 novembre 1835 : Bataille de Lipantitlan. Victoire texane.
- 2 mars 1836 : La Convention de 1836 signe la Déclaration d'Indépendance du Texas.
- 2 mars 1836 : Bataille d'Agua Dulce Creek. Le Dr.James Grant et ses 36 hommes sont anéantis par les Mexicains commandés par José de Urrea.
- 23 février - 6 mars 1836 : L'armée mexicaine assiège et prend d'assaut le Fort Alamo dont tous les défenseurs sont tués. Parmi eux, Davy Crockett, Jim Bowie et William Barret Travis.
- 12 - 15 mars 1836 : Bataille de Refugio. Victoire mexicaine.
- 20 mars 1836 : Bataille de Coleto Creek. Victoire mexicaine.
- 27 mars 1836 : Le général Antonio López de Santa Anna ordonne l'exécution de James Fannin et 400 Texans au Massacre de Goliad.
- 21 avril 1836 : Bataille de San Jacinto. Victoire texane décisive sur les troupes de Santa Anna, qui est capturé à l'issue des combats.
- 14 mai 1836 : Les délégués officiels de la république du Texas et le général mexicain Santa Anna signent le traité de Velasco.

## La république du Texas

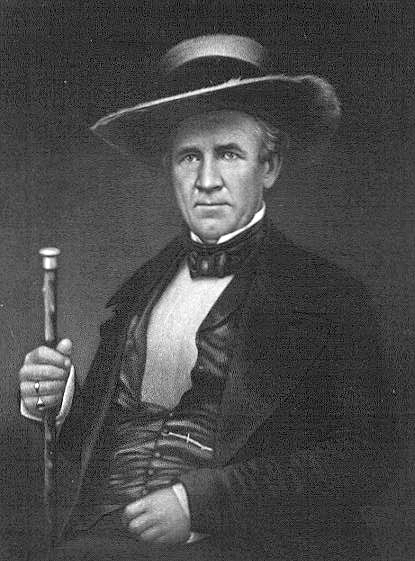
Sam Houston

- 1836 : Cinq villes firent office de capitale de l'État avant le choix de Houston par Sam Houston : Washington-on-the-Brazos, Galveston, Harrisburg, Velasco, et Columbia.
- 22 octobre 1836 : Sam Houston devient le premier président de la république du Texas. Son mandat expire le 10 décembre 1838.
- 17 avril 1837 : Les bricks mexicains Vencedor del Alamo et Libertador s'emparent du navire de guerre texan Independance.
- 10 novembre 1837 : Bataille de Stone Houses. Affrontement entre 18 Texas Rangers et 150 Indiens Kichai.
- 10 décembre 1838 : Mirabeau Bonaparte Lamar est élu président de la république du Texas.
- Fin février 1839 : Bataille de Brushy Creek entre les Texas Rangers, commandés par Jacob Burleson qui est tué dans le combat, et les Comanches.
- 15 - 17 mai 1839 : Bataille de San Gabriels. Les Texas Rangers mettent en déroute une troupe d'Indiens et de Mexicains.
- 26 mai 1839 : Bataille de Bird's Creek. 35 Texas Rangers résistent victorieusement aux assauts de 200 Comanches.
- 15 - 16 juillet 1839 : Bataille de la Neches. Les Cherokees sont battus par les Texans.
- 12 août 1840 : Bataille de Plum Creek: Victoire décisive des Texans sur les Comanches.
- 24 mai 1841 : Bataille de Village Creek : Victoire des Texans  sur les Indiens Caddos, Cherokees et Tonkawas.
- 20 juin 1841 : Première expédition texane contre Santa Fé. 320 hommes sous les ordres du Colonel Hugh McLeod quittent le Texas et s'enfoncent en territoire mexicain. L'expédition est un fiasco total et le 4 octobre, McLeod et les 233 Texans qui lui restent capitulent sans combat devant les forces du général Armijo à Laguna Colorada. Le président Lamar se voit publiquement imputer la responsabilité du désastre par le Congrès.
- 13 décembre 1841 : Sam Houston est élu pour la seconde fois président du Texas.
- 5 mars 1842: Attaque mexicaine, dirigée par Rafael Vasquez.
- 11 septembre 1842 : Les troupes mexicaines dirigées par Adrian Woll, s'emparent de San Antonio. Ils finissent par se retirer avec des prisonniers.
- 18 septembre 1842 : Bataille de Salado Creek. Les Texans commandés par le colonel Matthews et le capitaine John C. Hayes battent les Mexicains d'Adrian Woll. À quelques kilomètres de l'engagement principal, le capitaine Nicholas M. Dawson et ses 53 hommes sont encerclés et anéantis par les Mexicains (Massacre de Dawson).
- 22 septembre 1842 : Bataille du Hondo. Nouvelle défaite d'Adrian Woll face aux Texans.
- 25 novembre 1842 : L'expédition Somervell quitte San Antonio. En représailles aux raids mexicains, le président Sam Houston confie à Alexandre Somervell le commandement d'une expédition contre le Mexique. Laredo est capturée le 8 décembre puis Guerrero quelques jours plus tard mais devant les désertions et le manque de vivres, Somervell ordonne la retraite le 19 décembre. Un peu plus de ses 300 hommes refusent de le suivre et décident de continuer la campagne.
- 25 - 26 décembre 1842 : Bataille de Mier. Les Texans dissidents de la colonne Somervel affrontent l'armée mexicaine du général Pedro de Ampudia, très supérieure en nombre. Ils sont vaincus et les survivants capturés.
- 16 mai 1843 : La marine texane remporte la bataille de Campeche sur une escadre mexicaine.
- 1er juin 1844: Bataille de Walker's Creek: Victoire des Texas Rangers sur les Comanches. Cette bataille est l'une des premières où des revolvers sont utilisés au combat.

## Le Texas dans l'Union

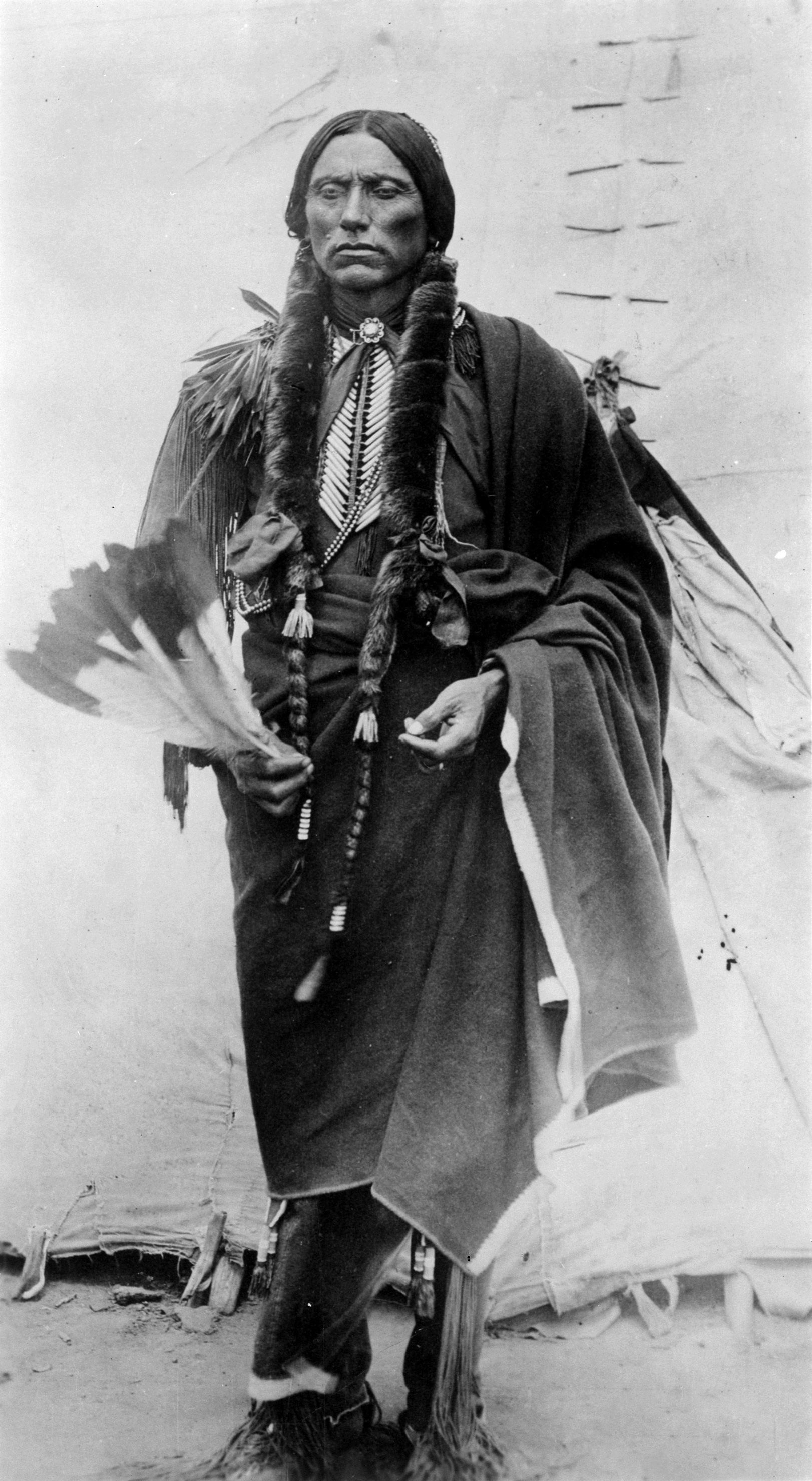
Quanah Parker, Chef des Comanches

- 29 décembre 1845 : Le Texas est accueilli au sein de l'Union, il devient un État des États-Unis, en violation du Traité de Velasco (14 mai 1836).
- février 1846 : Le président des États-Unis James Knox Polk envoie des troupes, commandées par le Général Zachary Taylor : sur le Río Grande pour faire pression sur le gouvernement mexicain. Taylor construit alors Fort Texas (plus tard nommé Fort Brown) sur la rive du Rio Grande face à la ville de Matamoros.
- 24 avril 1846 : un détachement fort de 2 000 cavaliers mexicains attaque une patrouille américaine de 63 hommes sur le territoire contesté situé au nord du Rio Grande et au sud de la Nueces. La cavalerie mexicaine met en déroute la patrouille et tue 11 soldats américains dans ce qui sera nommé plus tard la Thornton Affair (l'affaire Thornton, du nom du capitaine américain qui commandait la patrouille). Le président Polk prend prétexte de cet incident pour déclarer la Guerre américano-mexicaine.
- 3 mai - 9 mai 1846 : Les Mexicains assiègent vainement Fort Texas.
- 8 mai 1846 : La première bataille de cette guerre a lieu à Palo Alto. Les Mexicains sont battus.
- 9 mai 1846 : Bataille du Resaca de la Palma. Nouvelle défaite mexicaine en territoire texan face aux troupes américaines.
- 1852: Bataille de Hynes Bay. Dernière bataille entre Texans et Karankawas. Ces derniers sont battus.
- 1859 : Sam houston devient gouverneur du Texas.
- 1er février 1861 : Secession Convention.
- 23 février 1861 : Les Texans votent la sécession à une majorité de 46 129 voix contre 14 697 et entrent dans la guerre de Sécession.
- 16 mars 1861 : Sam Houston, qui s'est opposé à la sécession, est déchu de son poste de gouverneur.
- 20 - 21 février 1862 : Bataille de Valverde au Nouveau-Mexique. Défaite de l'armée confédérée, composée essentiellement de cavalerie texane et de soldats de l'Arizona face aux Nordistes.
- 10 août 1862 : Bataille de la Nueces. Le lieutenant C.D. McRae et ses cavaliers anéantissent une unité nordiste.
- 8 septembre 1863 : Bataille de Sabine Pass. Échec d'une tentative d'invasion du Texas par les Nordistes.
- 26 novembre 1864 : Première bataille d'Adobe Walls. Les Comanches et les Kiowas repoussent les troupes américaines commandées par Kit Carson.
- 13 mai 1865 : Bataille de Palmito Ranch. L'une des dernières actions de la guerre civile, livrée plus d'un mois après la reddition du général sudiste Robert Lee à Appomatox. Les Texans infligent une déroute aux Fédéraux.
- 30 mars 1870 : Le congrès Texan réintègre l'Union.
- 26 juin 1874 : Deuxième bataille d'Adobe Walls. Le chef comanche Quanah Parker et ses 700 guerriers sont tenus en échec par une vingtaine de chasseurs de bisons.
- 6 août 1880 : Bataille de Rattlesnake Springs. Défaite des Apaches de Victorio.
- 8 septembre 1900 : La ville de Galveston est détruite par un ouragan. Près de 8 000 personnes périssent dans cette catastrophe.